# Sagama
Sagama település Olaszországban, Szardínia régióban, Oristano megyében. Lakosainak száma 190 fő (2023. január 1.). Sagama Flussio, Scano di Montiferro, Sindia, Suni és Tinnura községekkel határos.

## Népesség
A település lakossága az elmúlt években az alábbi módon változott:
| Lakosok száma | 201  | 199  | 190  |
|               | 2017 | 2018 | 2023 |